# Сосновка (Багратіоновський район)
Сосновка (рос. Сосновка) — селище Багратіоновського району, Калінінградської області Росії. Входить до складу Погранічного сільського поселення.
Населення — 258 осіб (2015 рік).